# Vùng duyên hải Bắc Bộ

Vùng duyên hải Bắc bộ trong tổng thể miền Bắc

Vùng duyên hải Bắc Bộ là một vùng kinh tế quan trọng của Việt Nam, vùng này nằm ven vịnh Bắc Bộ. Vùng duyên hải Bắc Bộ bao gồm 1 thành phố và 4 tỉnh ven biển phía Bắc Việt Nam là thành phố Hải Phòng, các tỉnh Quảng Ninh, Thái Bình, Nam Định và Ninh Bình. Theo Quyết định số 865/QĐ-TTg của Thủ tướng Chính phủ Việt Nam ban hành năm 2008, Vùng Duyên hải Bắc Bộ được định hướng sẽ trở thành vùng kinh tế quan trọng tầm quốc gia và quốc tế. Mục tiêu là phát huy mọi tiềm năng lợi thế để phát triển vùng duyên hải Bắc Bộ thành vùng kinh tế tổng hợp có vai trò quan trọng trong sự nghiệp phát triển kinh tế - xã hội của Việt Nam.

## Dân số - Đô thị

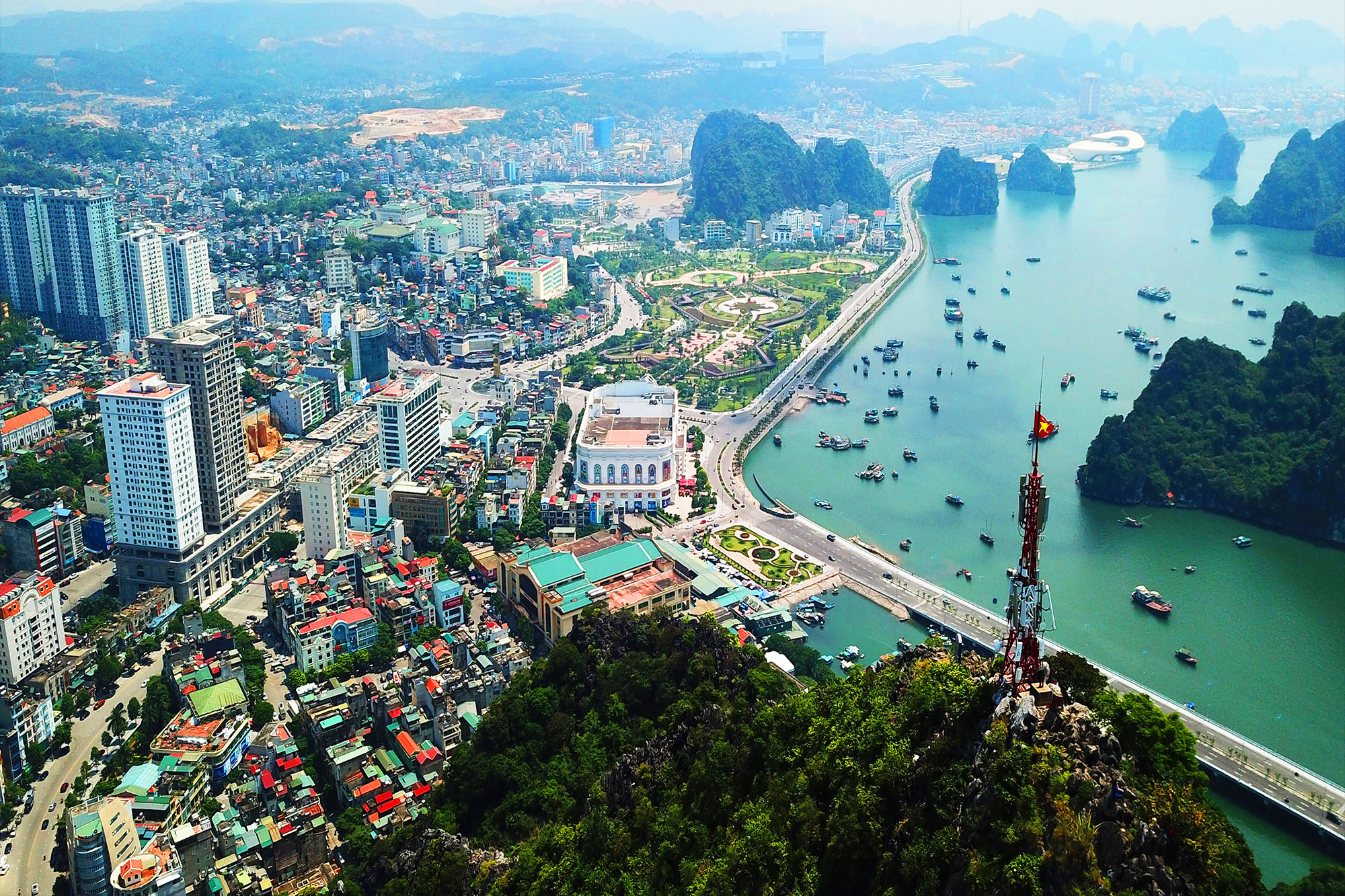
Một góc thành phố Hạ Long.

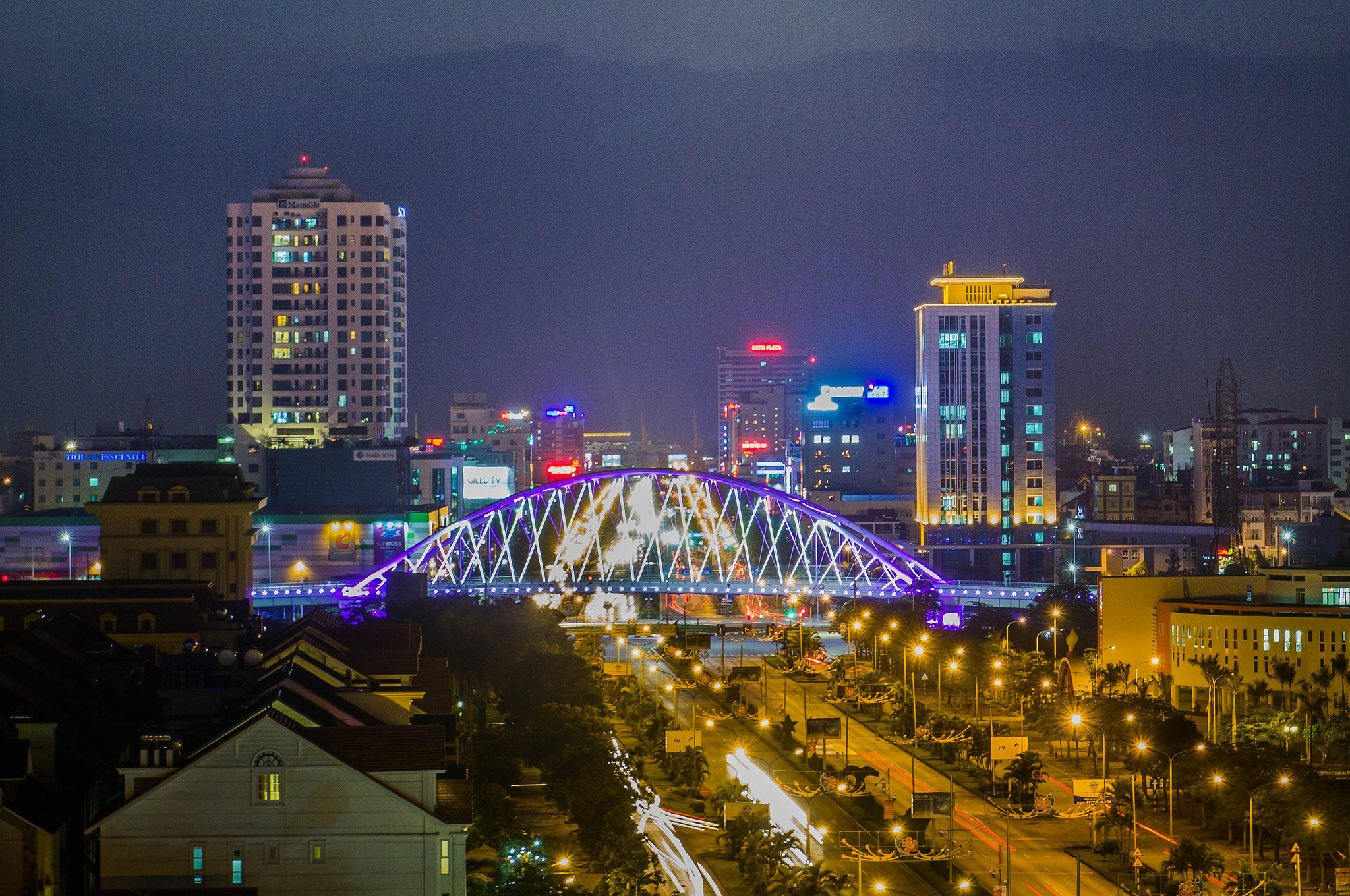
Một góc Hải Phòng, cùng với Hạ Long là 2 trung tâm kinh tế vùng duyên hải Bắc Bộ.

Vùng duyên hải Bắc Bộ có diện tích tự nhiên hơn 12.000 km2. Dân số toàn Vùng năm 2015 vào khoảng 8,65 triệu người. Đến năm 2025 dự kiến vào khoảng 8,6 - 9 triệu người. Đến năm 2050, vùng duyên hải Bắc Bộ là vùng kinh tế quan trọng tầm quốc gia và quốc tế, đồng thời là trung tâm văn hoá – lịch sử, giáo dục, đào tạo nguồn nhân lực và là trung tâm du lịch lớn của Việt Nam.
Vùng duyên hải Bắc Bộ sẽ phát triển theo hướng vùng đô thị đa cực, phát triển kinh tế, công nghiệp, dịch vụ tập trung trên trục kinh tế Hải Phòng - Hạ Long - Cẩm Phả - Nam Định. Trong đó, Hải Phòng - Hạ Long là 2 đô thị trung tâm.
Tổ chức không gian công nghiệp Vùng gồm: Vùng đô thị hạt nhân và vùng phát triển đối trọng. Vùng trọng điểm công nghiệp tập trung chủ yếu tại khu vực Hải Phòng và Quảng Ninh. Phát triển các đô thị chuyên ngành chủ yếu gắn liền các khu du lịch, khu kinh tế, khu công nghệ cao như Vân Đồn,Hạ Long, Cát Bà, Đồ Sơn, Cát Hải, Tràng An, Thịnh Long.

## Du lịch - Dịch vụ

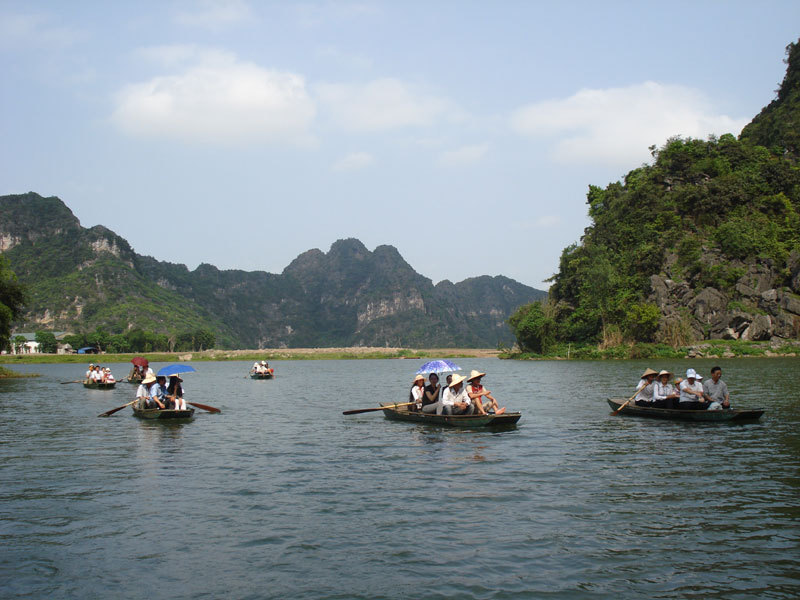
Khu du lịch Tràng An ở Ninh Bình

Vùng duyên hải Bắc Bộ có tiềm năng du lịch rất lớn tập trung ở Quảng Ninh, Hải Phòng, Ninh Bình, tiêu biểu như:
- Quảng Ninh: Yên Tử, Vịnh Hạ Long, Vịnh Bái Tử Long, Trà Cổ;
- Hải Phòng: Cát Bà, Đồ Sơn;
- Ninh Bình: Quần thể di sản thế giới Tràng An -Tam Cốc - Cố đô Hoa Lư, nhà thờ Phát Diệm, Vân Long, chùa Bái Đính, rừng Cúc Phương, Kênh Gà - Vân Trình...

Một số địa danh này có thể đầu tư để thành trung tâm du lịch cấp quốc gia và quốc tế như Vườn quốc gia Cát Bà, Vườn quốc gia Cúc Phương, Tràng An, Vịnh Hạ Long, Bạch Long Vĩ.
Về tổ chức định hướng phát triển hệ thống dịch vụ xã hội, sẽ tiến hành xây dựng các trung tâm thương mại đầu mối, với vai trò phát luồng điều hoà phân phối hàng hoá trong vùng tại thành phố Hải Phòng, Quảng Ninh, Ninh Bình.

## Y tế - Giáo dục
Xây dựng trung tâm y tế chất lượng cao cấp vùng tại thành phố Hải Phòng, Nam Định để giảm tải cho các bệnh viện đầu ngành của Hà Nội. Vùng sẽ tổ chức 3 trung tâm đào tạo tại Hải Phòng, Hạ Long, Nam Định và dự kiến phát triển thêm 15 trường đại học, cao đẳng (năm 2008 là 20 trường).

## Giao thông - Vận tải

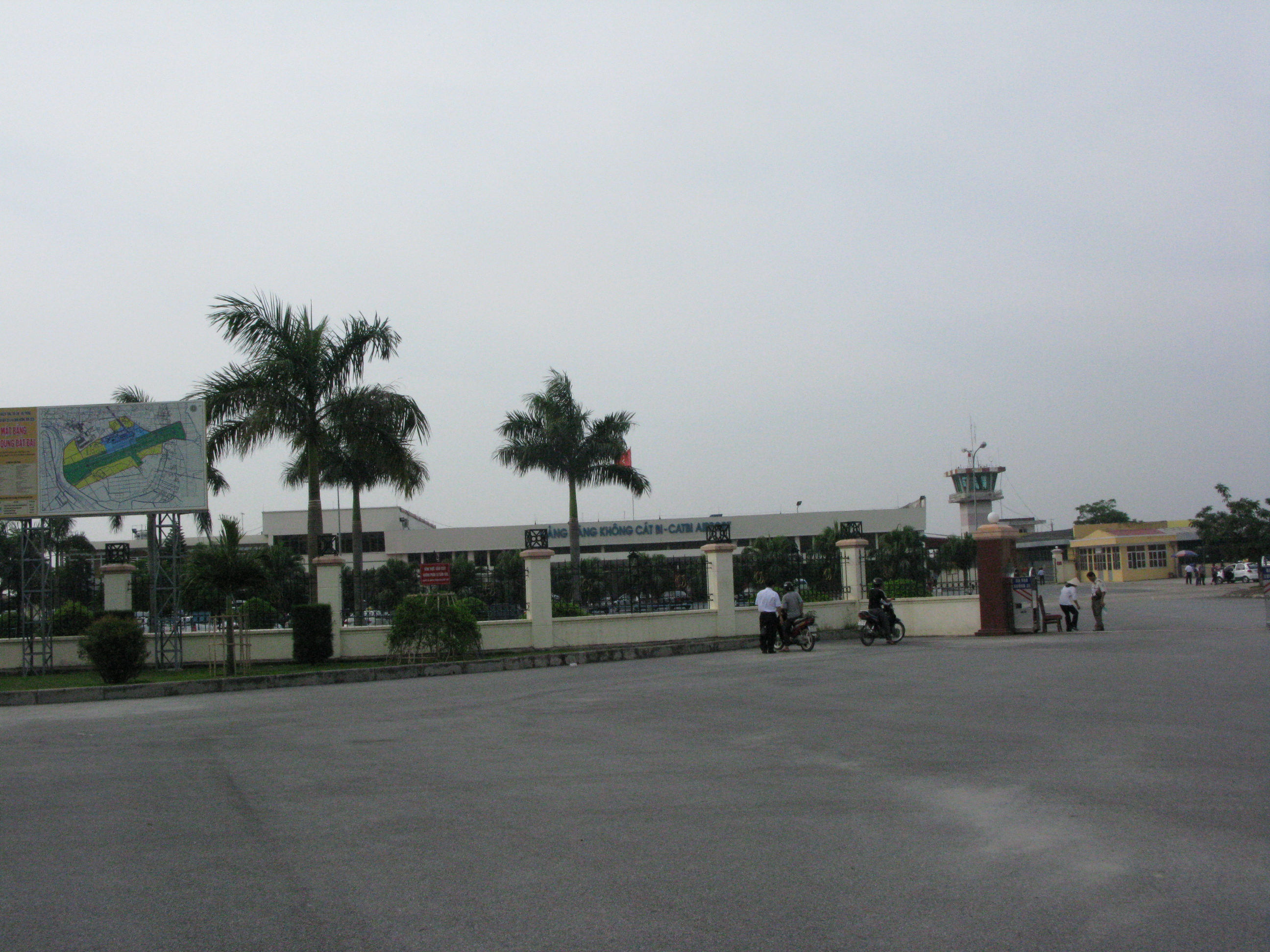
Sân bay Quốc tế Cát Bi

Các đô thị trong vùng

Hệ thống giao thông cũng được chú trọng đầu tư, xây dựng nhằm kết nối một cách đồng bộ, thuận lợi giữa các địa phương và các tỉnh phía Nam Trung Quốc, là động lực thúc đẩy phát triển kinh tế-xã hội các tỉnh trong vùng.
Tại vùng duyên hải Bắc Bộ, đã xây dựng tuyến đường cao tốc Hà Nội - Hải Phòng và Đường cao tốc Ninh Bình – Hải Phòng (đoạn Hải Phòng - Hạ Long). Đồng thời, cải tạo lại một số đường quốc lộ hiện có, như quốc lộ 18 và quốc lộ 18A, quốc lộ 10, quốc lộ 21B, quốc lộ 38B, quốc lộ 12B. Hệ thống đường sắt cũng được xây mới theo tiêu chuẩn quốc gia như tuyến đường sắt cao tốc Bắc Nam, Hà Nội - Hải Phòng, Quảng Ninh - Lạng Sơn.
Tuyến đường ven biển Việt Nam là tuyến đường bộ ven biển chạy qua các tỉnh có điểm đầu là cảng Núi Đỏ, Mũi Ngọc, thuộc địa phận xã Bình Ngọc, thành phố Móng Cái, tỉnh Quảng Ninh đến điểm cuối trong vùng thuộc thị trấn Bình Minh tỉnh Ninh Bình.
Cải tạo nâng cấp cảng than Cẩm Phả, cảng Hòn Nét để phục vụ cho ngành công nghiệp khai khoáng. Bên cạnh đó, sẽ nâng cấp cảng hàng không Cát Bi thành cảng hàng không quốc tế dự bị cho sân bay quốc tế Nội Bài và cảng hàng không quốc tế Vân Đồn sau khi xây xong, sân bay này sẽ trở thành sân bay đẹp nhất Việt Nam và sân bay dự bị thứ 2 cho Sân bay quốc tế Nội Bài. Xây dựng sân bay quốc tế vùng duyên hải phía bắc ở khu vực ven biển huyện Tiên Lãng (Hải Phòng), các sân bay Tràng An, Nam Định là sân bay hỗ trợ cho sân bay quốc tế Nội Bài theo quy hoạch phát triển đến năm 2025, tầm nhìn đến năm 2050.

## Các đô thị trong vùng
Vùng kinh tế duyên hải Bắc Bộ có 9 thành phố gồm: Hải Phòng, Hạ Long, Móng Cái, Uông Bí, Cẩm Phả, Thái Bình, Nam Định, Ninh Bình, Tam Điệp và 2 thị xã: Quảng Yên và Đông Triều. Theo quy hoạch vùng thì sẽ có các đô thị trung tâm sau:
- Hải Phòng[2], Hạ Long là 2 đô thị trung tâm cấp vùng. Riêng Hải Phòng là thành phố trực thuộc trung ương.
- Ngoài ra, Thành phố Nam Định được xác định là trung tâm giáo dục, y tế, thể thao của vùng, thành phố Hoa Lư là trung tâm du lịch - dịch vụ của vùng.

## Hình ảnh

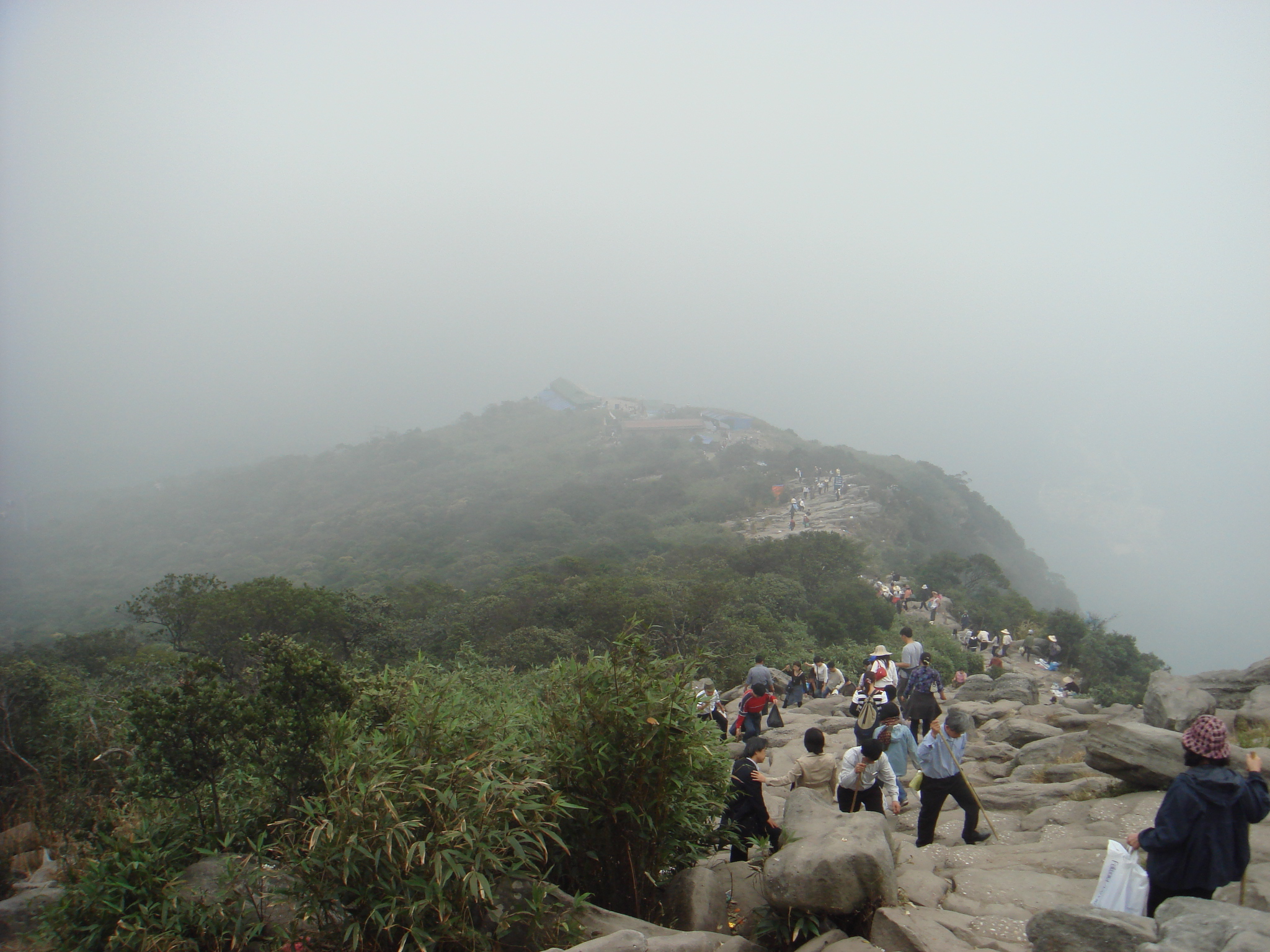
Khu di tích Yên Tử - Thành phố Uông Bí
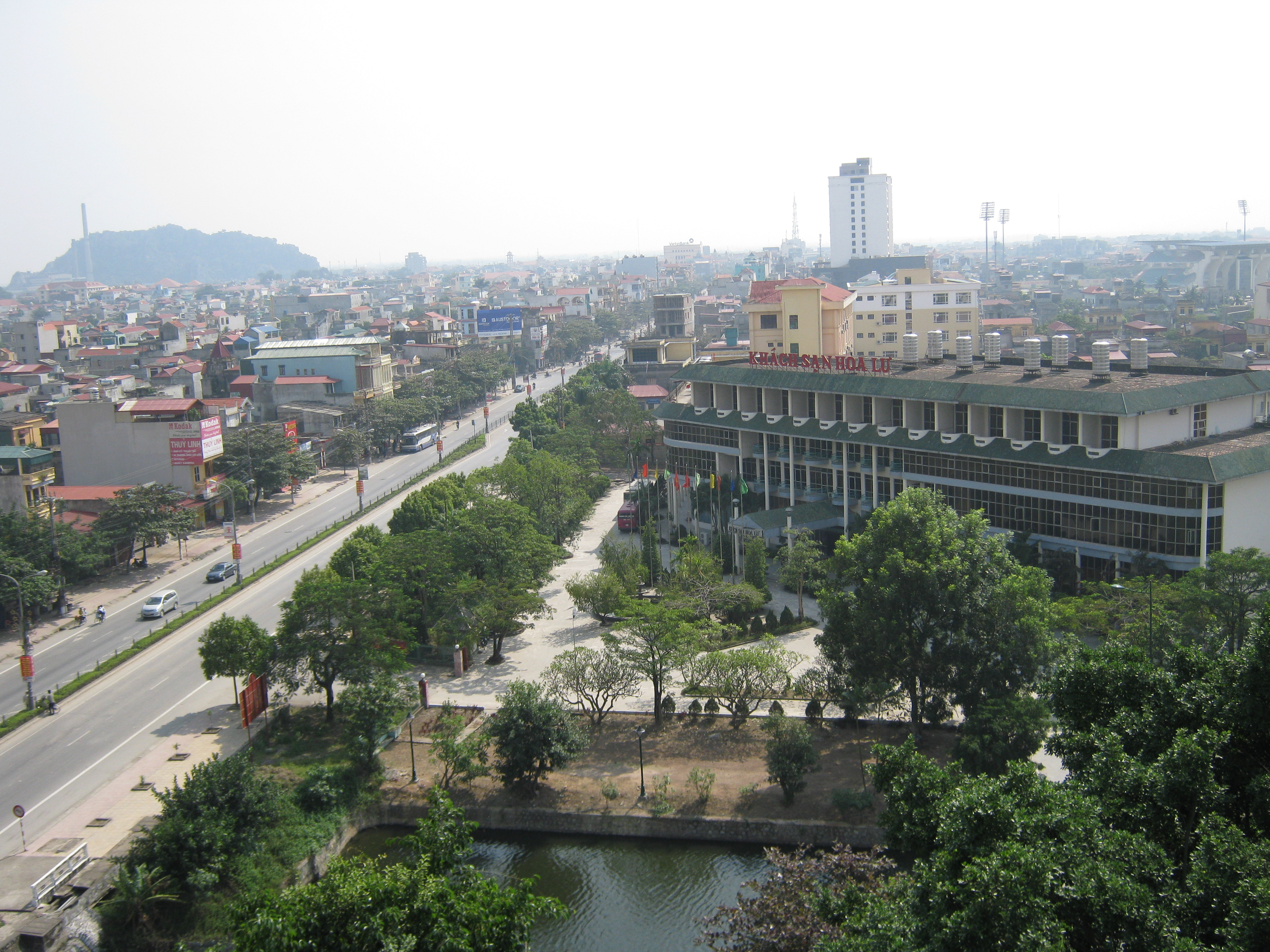
Quốc lộ 1-Thành phố Hoa Lư
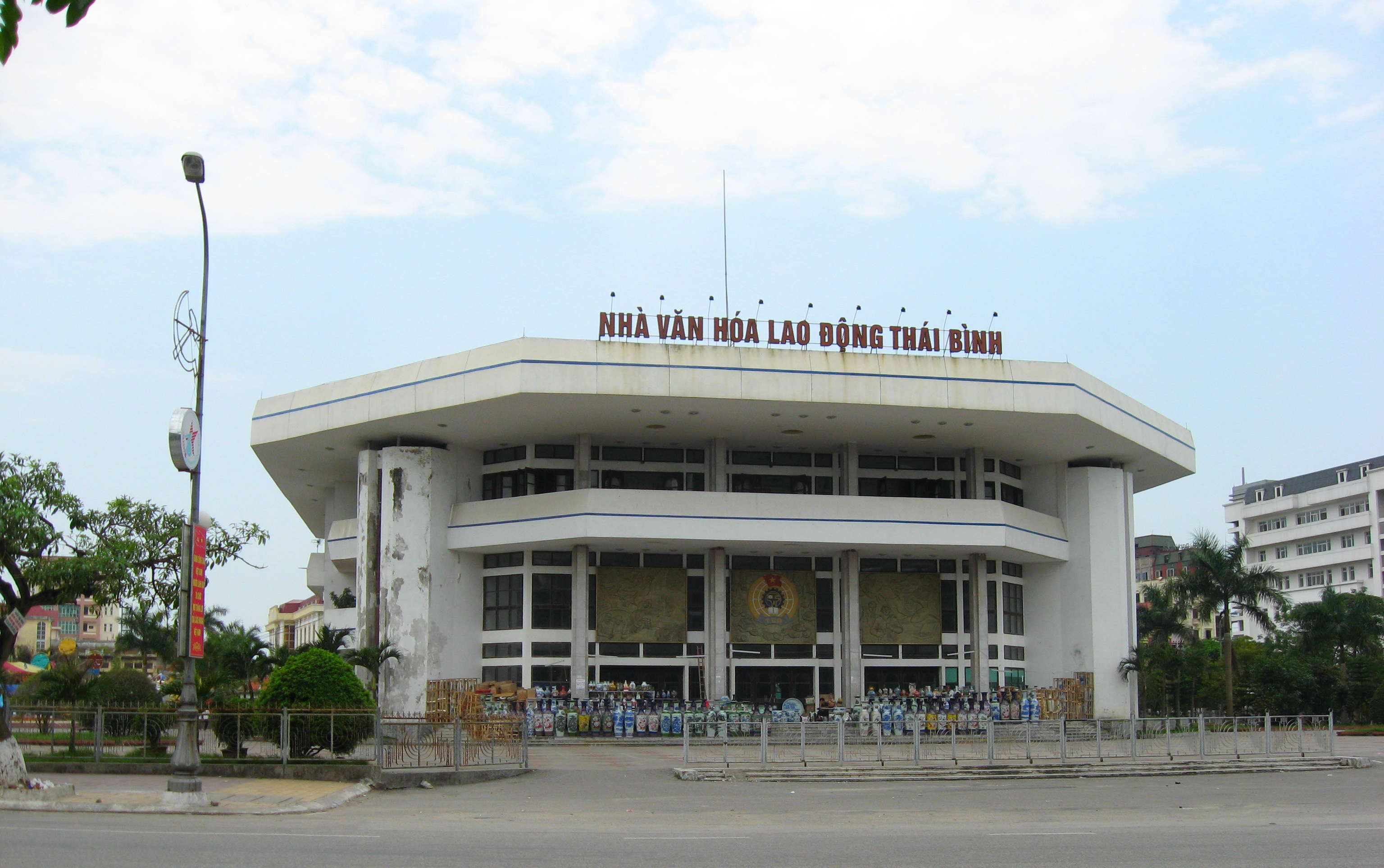
thành phố Thái Bình
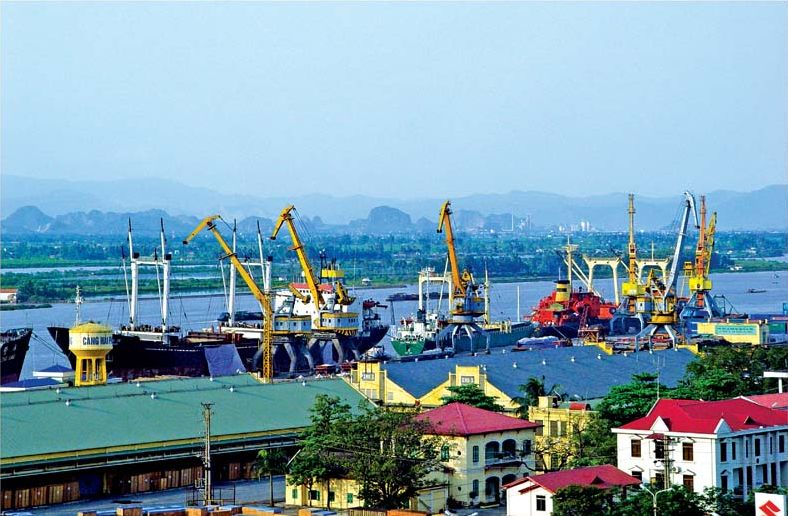
Cảng Hải Phòng
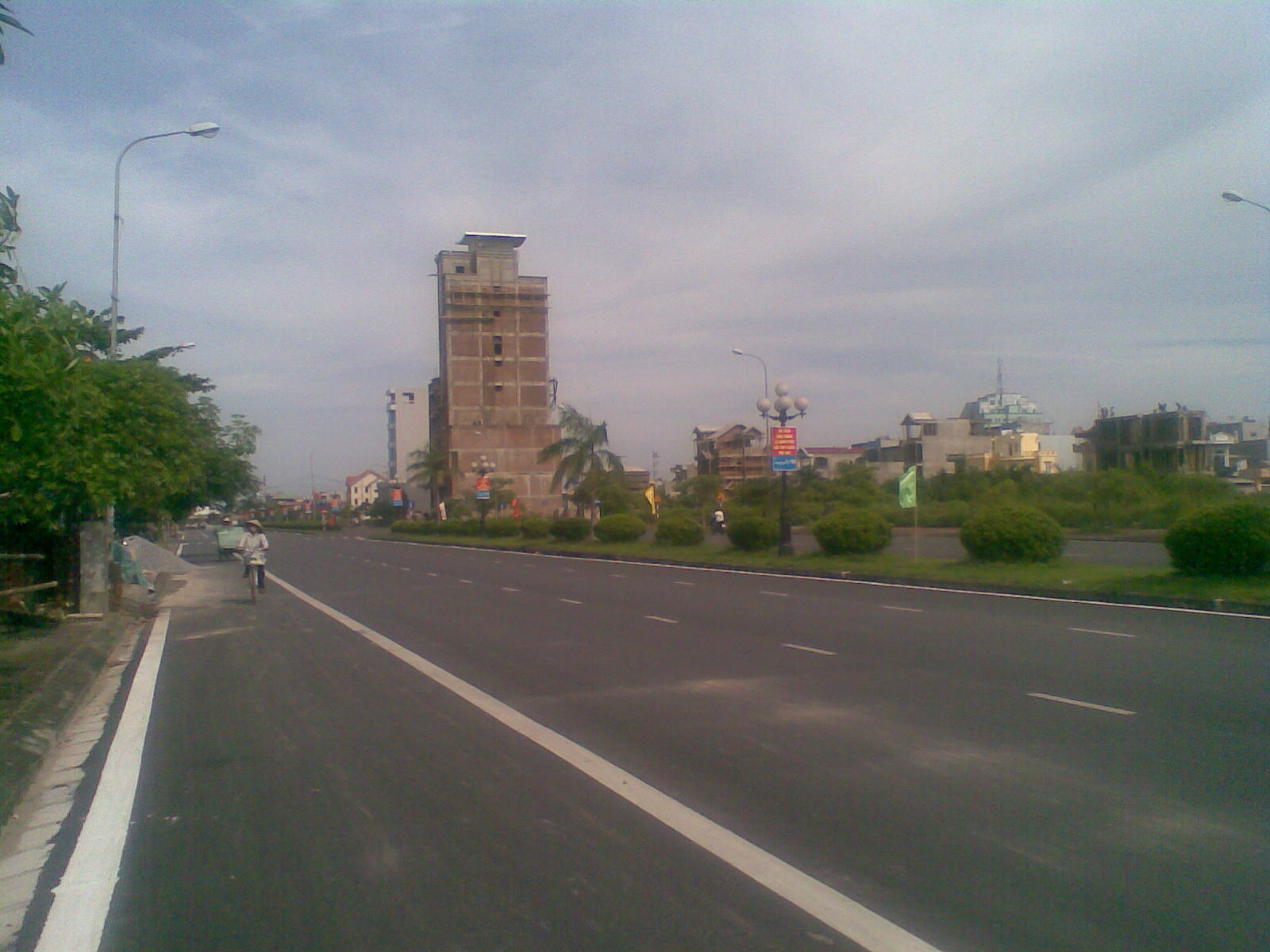
thành phố Nam Định
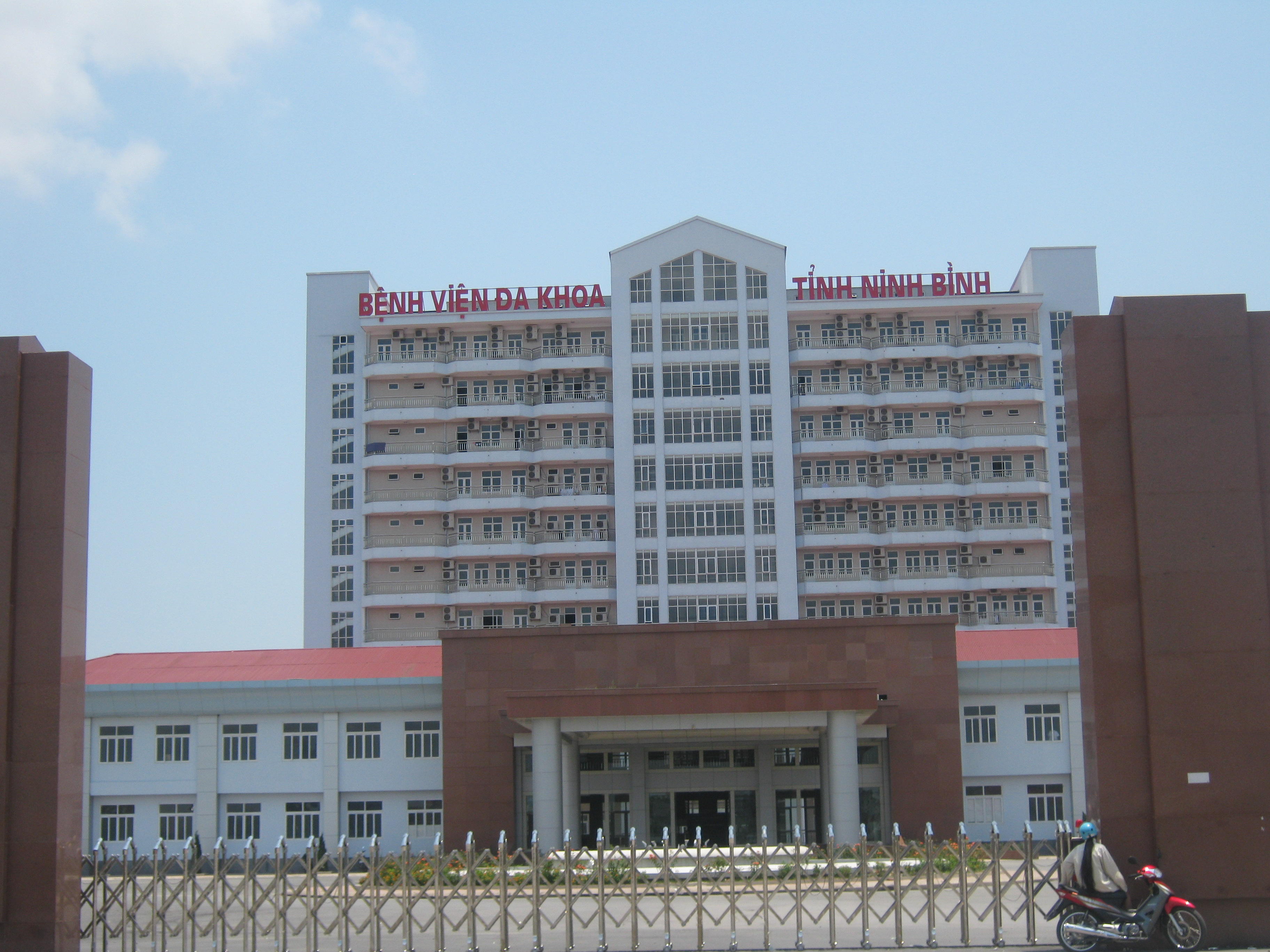
Bệnh viện đa khoa Ninh Bình
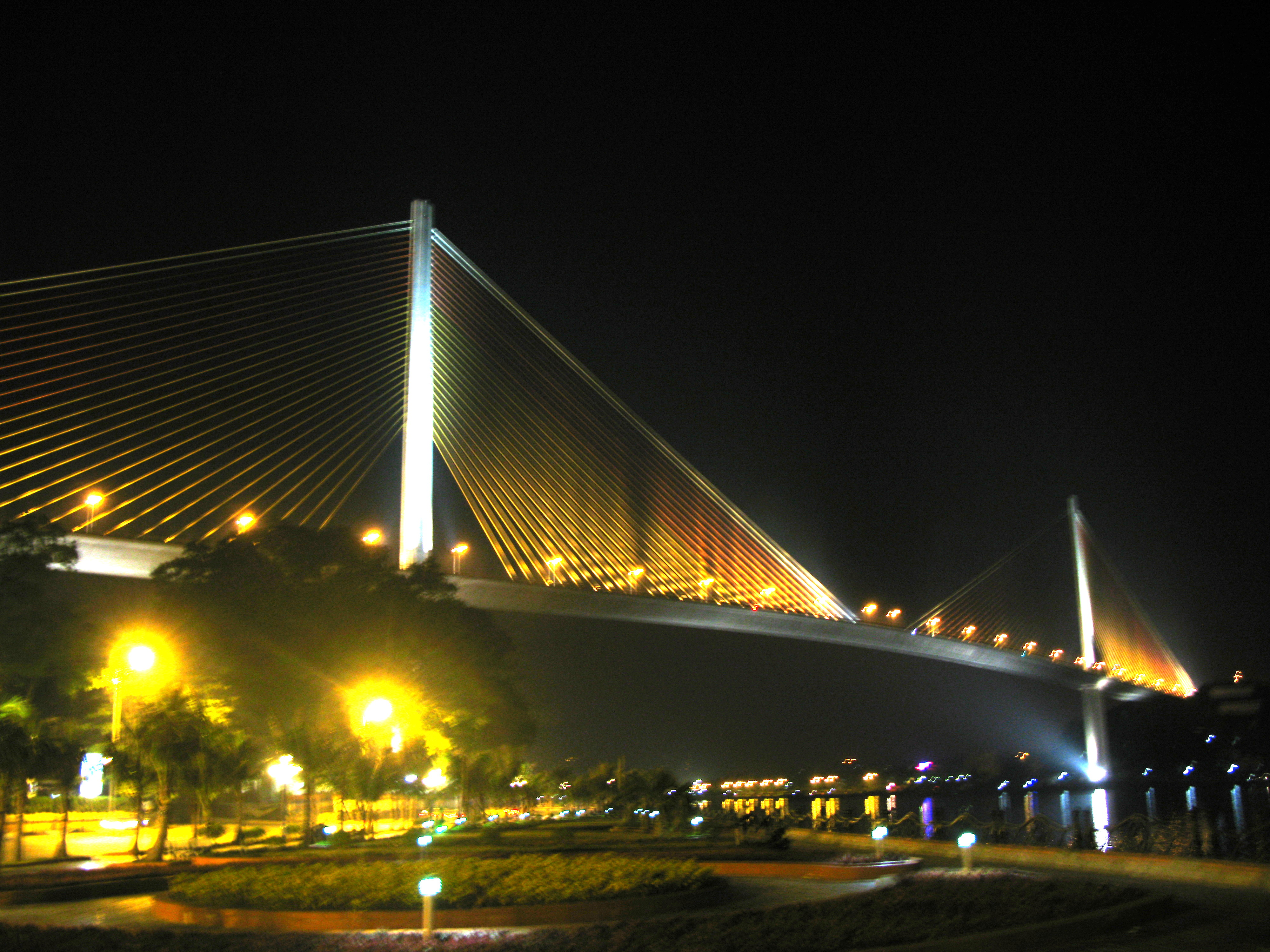
Cầu Bãi Cháy bên bờ vịnh Hạ Long
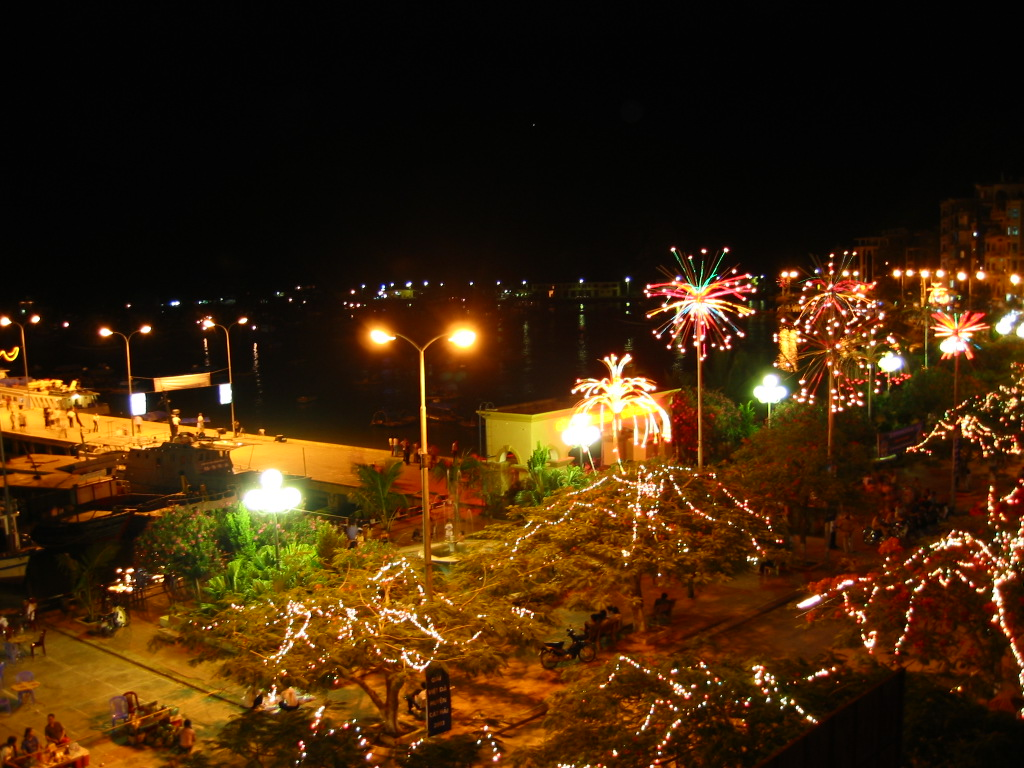
Cát Bà - Hải Phòng
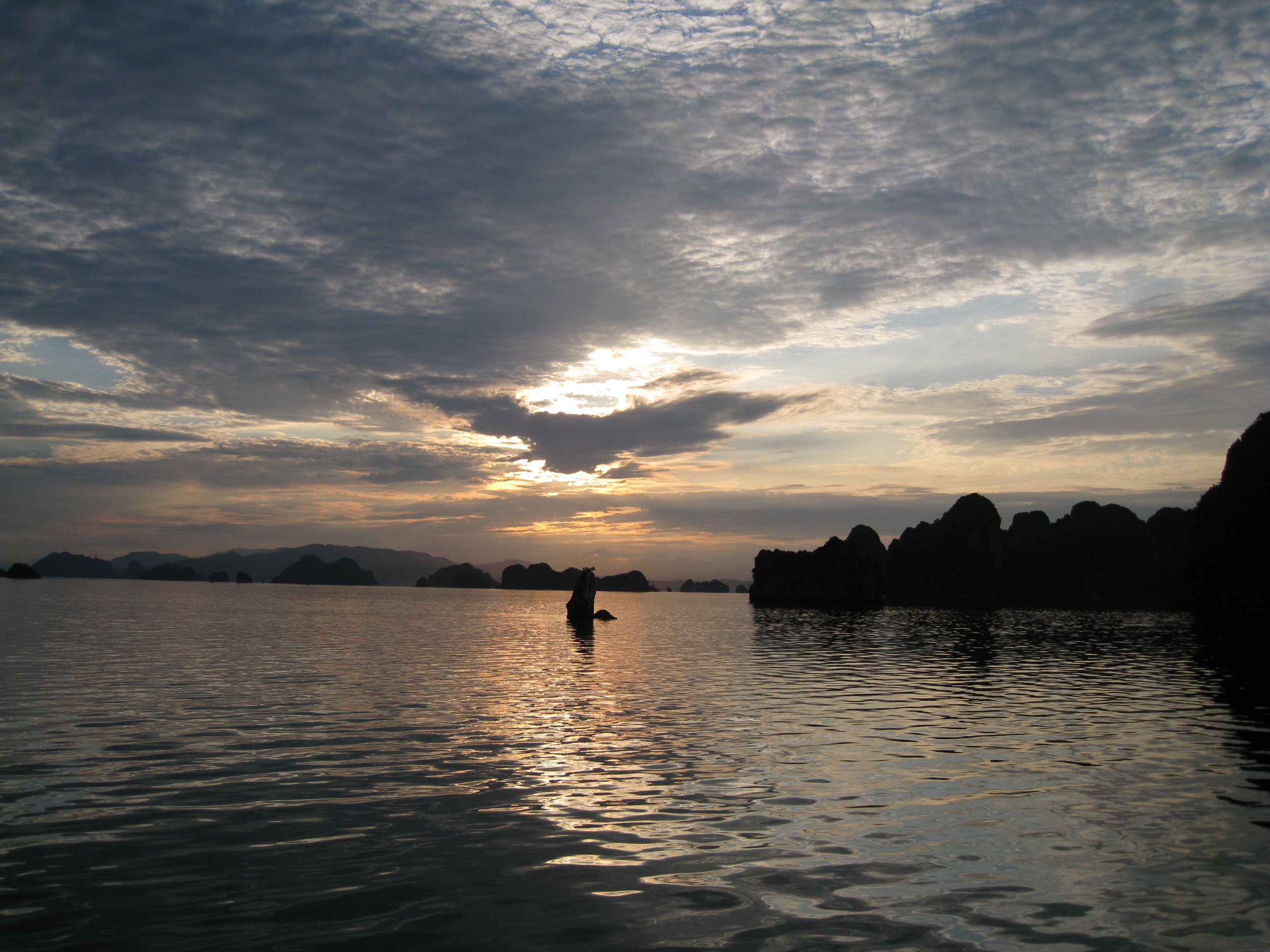
Vịnh Bái Tử Long - Thành phố Cẩm Phả
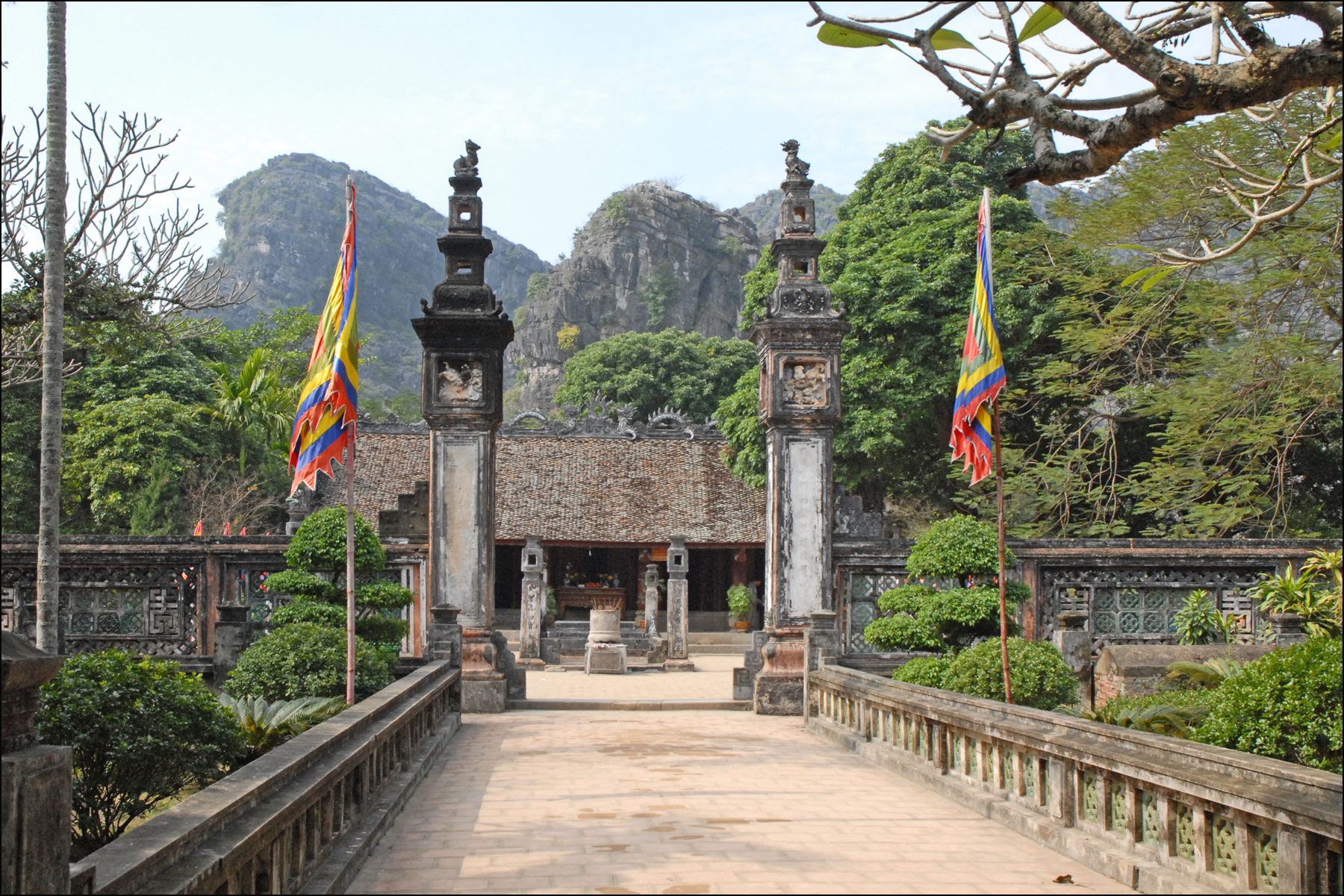
Cố đô Hoa Lư
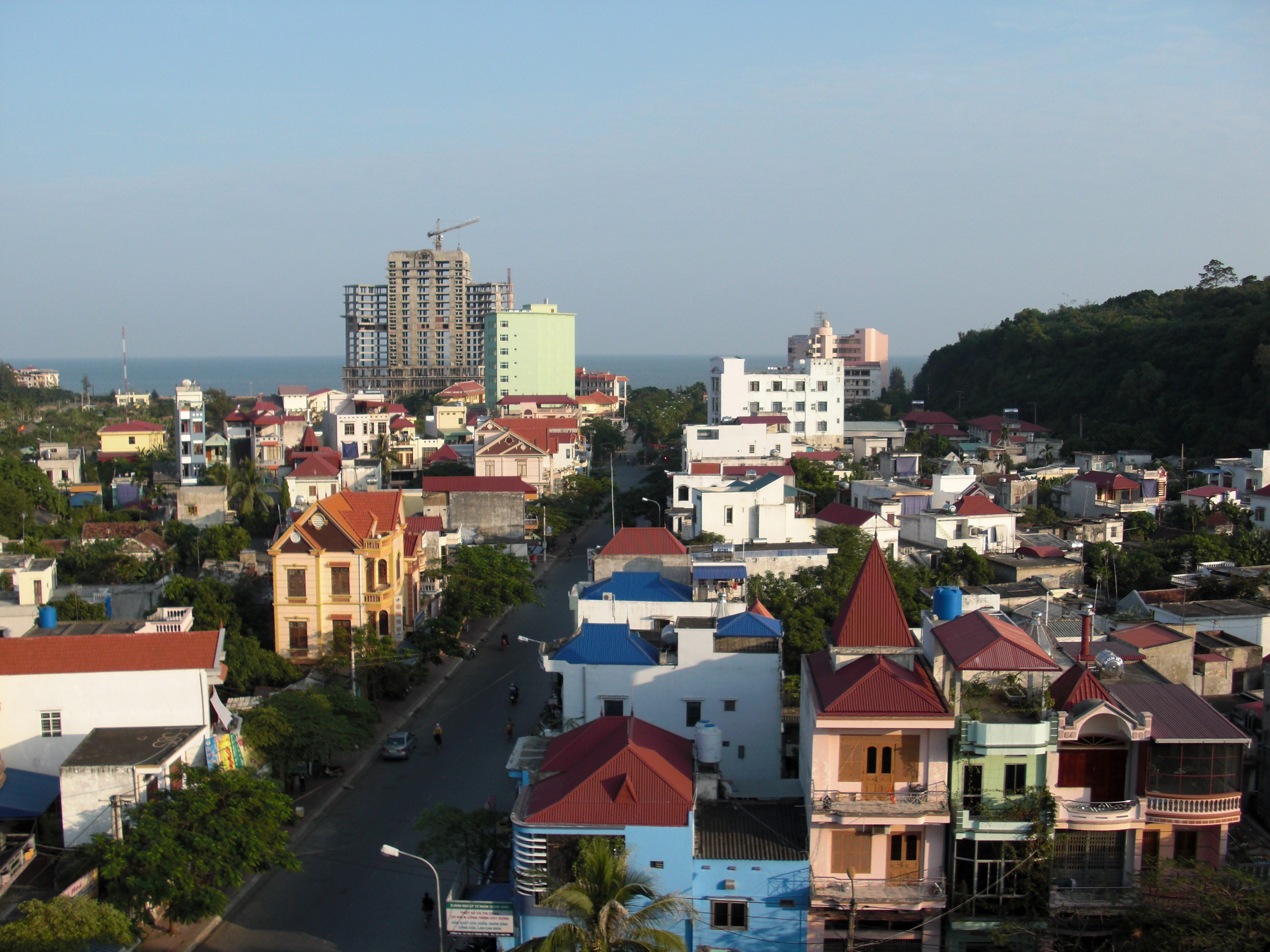
Quận Đồ Sơn
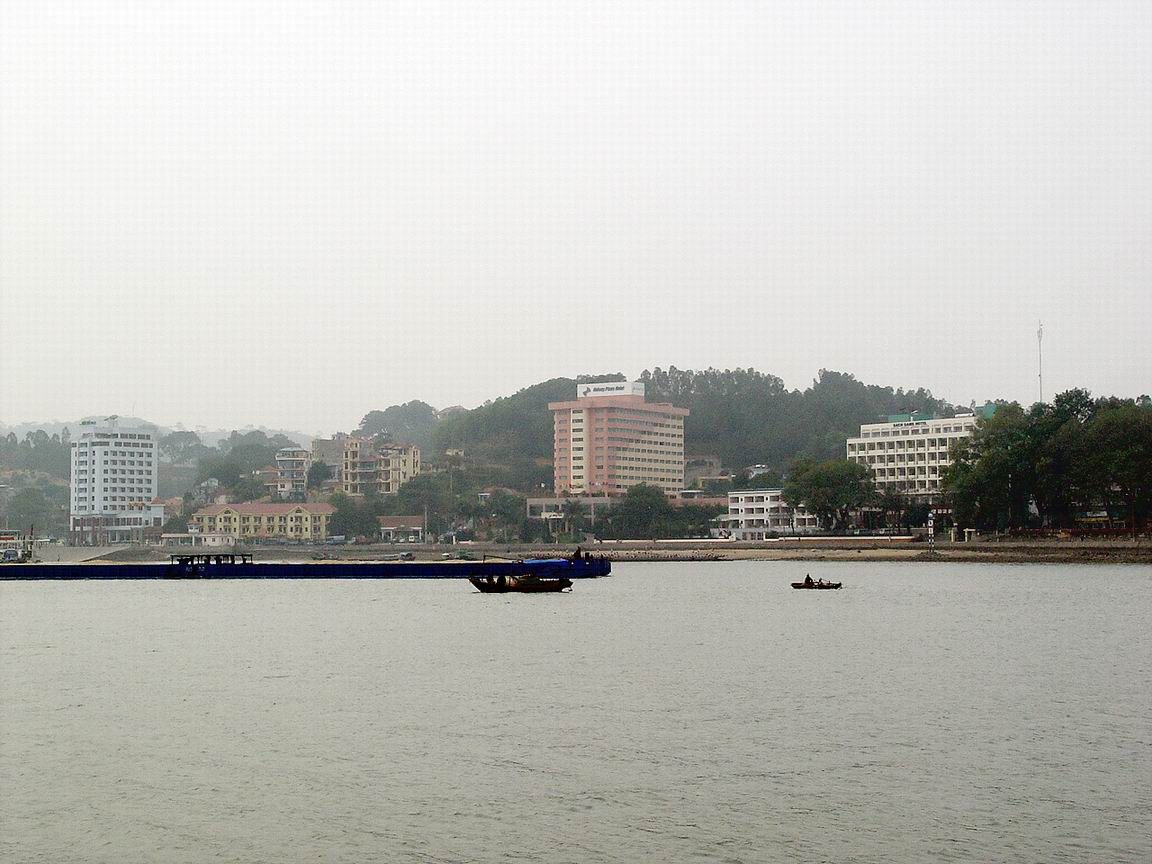
Thành phố Hạ Long
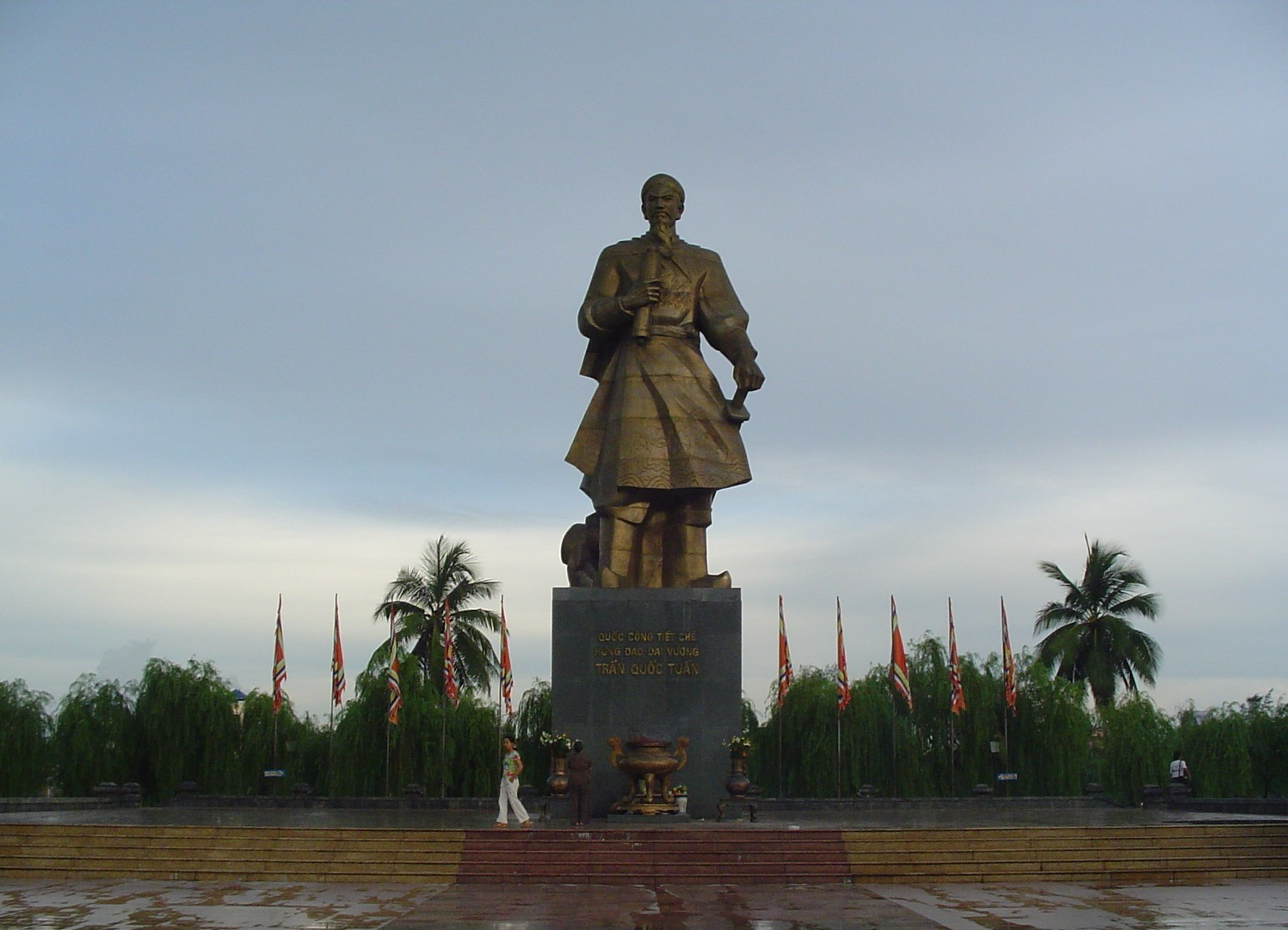
Tượng đài Trần Hưng Đạo
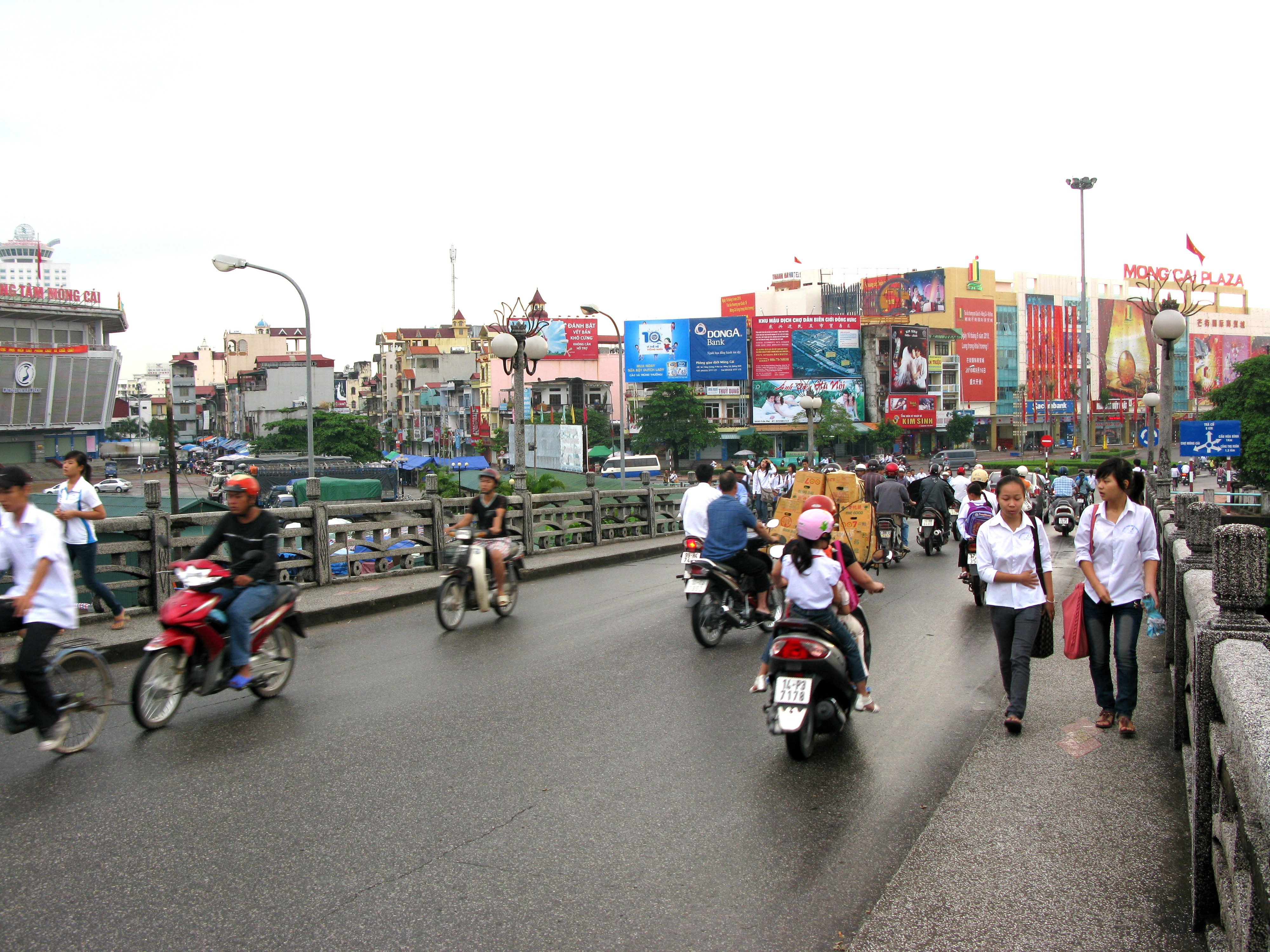
thành phố Móng Cái
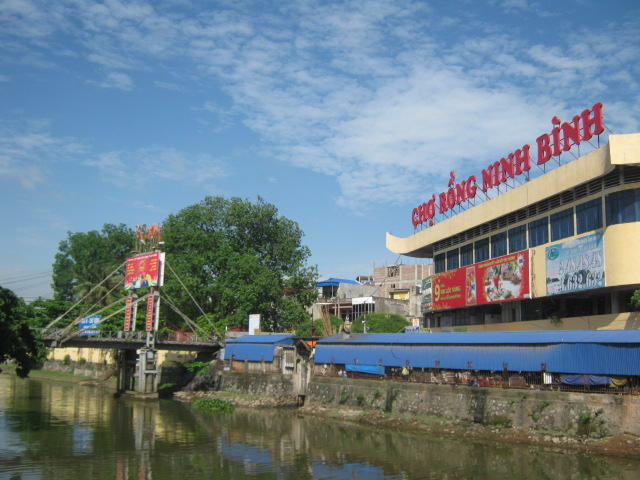
Chợ Rồng Ninh Bình